# Olympische Sommerspiele 2020/Teilnehmer (Dschibuti)
| Gelbes Symbol für Goldmedaillen mit stilisierten Olympischen Ringen | Graues Symbol für Silbermedaillen mit stilisierten Olympischen Ringen | Braundes Symbol für Bronzemedaillen mit stilisierten Olympischen Ringen |
| ------------------------------------------------------------------- | --------------------------------------------------------------------- | ----------------------------------------------------------------------- |
| —                                                                   | —                                                                     | —                                                                       |

Dschibuti nahm an den Olympischen Spielen 2020 in Tokio mit vier Sportlern in drei Sportarten teil. Es war die insgesamt neunte Teilnahme an Olympischen Sommerspielen.

## Teilnehmer nach Sportarten

### Judo
| Athleten                | Wettbewerb | 1. Runde | 1. Runde | 2. Runde       | 2. Runde | Achtelfinale         | Achtelfinale | Viertelfinale | Viertelfinale | Halbfinale / Trostrunde | Halbfinale / Trostrunde | Finale / Platz 3 | Finale / Platz 3 | Rang |
| Athleten                | Wettbewerb | Gegner   | Ergebnis | Gegner         | Ergebnis | Gegner               | Ergebnis     | Gegner        | Ergebnis      | Gegner                  | Ergebnis                | Gegner           | Ergebnis         | Rang |
| ----------------------- | ---------- | -------- | -------- | -------------- | -------- | -------------------- | ------------ | ------------- | ------------- | ----------------------- | ----------------------- | ---------------- | ---------------- | ---- |
| Männer                  |            |          |          |                |          |                      |              |               |               |                         |                         |                  |                  |      |
| Aden-Alexandre Houssein | bis 73 kg  | Freilos  | Freilos  | C. Repiyallage | 10:0     | L. Schawdatuaschwili | 0s1:1s1      | ausgeschieden | ausgeschieden | ausgeschieden           | ausgeschieden           | ausgeschieden    | ausgeschieden    | 9    |

### Leichtathletik
Laufen und Gehen 
| Athleten           | Wettbewerb | Runde 1     | Runde 1 | Halbfinale    | Halbfinale    | Finale        | Finale        | Rang          |
| Athleten           | Wettbewerb | Zeit        | Rang    | Zeit          | Rang          | Zeit          | Rang          | Rang          |
| ------------------ | ---------- | ----------- | ------- | ------------- | ------------- | ------------- | ------------- | ------------- |
| Frauen             |            |             |         |               |               |               |               |               |
| Souhra Ali Mohamed | 1500 m     | DNF         | DNF     | ausgeschieden | ausgeschieden | ausgeschieden | ausgeschieden | ausgeschieden |
| Männer             |            |             |         |               |               |               |               |               |
| Ayanleh Souleiman  | 800 m      | DNS         | DNS     | ausgeschieden | ausgeschieden | ausgeschieden | ausgeschieden | ausgeschieden |
| Ayanleh Souleiman  | 1500 m     | 3:37,25 min | 9       | DNF           | DNF           | ausgeschieden | ausgeschieden | ausgeschieden |

### Schwimmen
| Athleten               | Wettbewerb    | Vorlauf | Vorlauf | Halbfinale    | Halbfinale    | Finale        | Finale        | Rang |
| Athleten               | Wettbewerb    | Zeit    | Rang    | Zeit          | Rang          | Zeit          | Rang          | Rang |
| ---------------------- | ------------- | ------- | ------- | ------------- | ------------- | ------------- | ------------- | ---- |
| Männer                 |               |         |         |               |               |               |               |      |
| Houssein Gaber Ibrahim | 50 m Freistil | 27,41 s | 65      | ausgeschieden | ausgeschieden | ausgeschieden | ausgeschieden | 65   |